# Orden des heiligen Jakob vom Schwert

Kreuz des Ritterordens des heiligen Jakob vom Schwert

Der Orden des heiligen Jakob vom Schwert (portugiesisch Ordem de Sant’Iago da Espada) zählt neben dem Turm- und Schwertorden, dem Christusorden dem Ritterorden von Avis zu den Alten Ritterorden Portugals. Im Königreich Portugal war er ein geistlicher Ritterorden, heute wird er von der Republik Portugal als Verdienstorden an Literaten, Künstler und Wissenschaftler verliehen.

## Geschichte

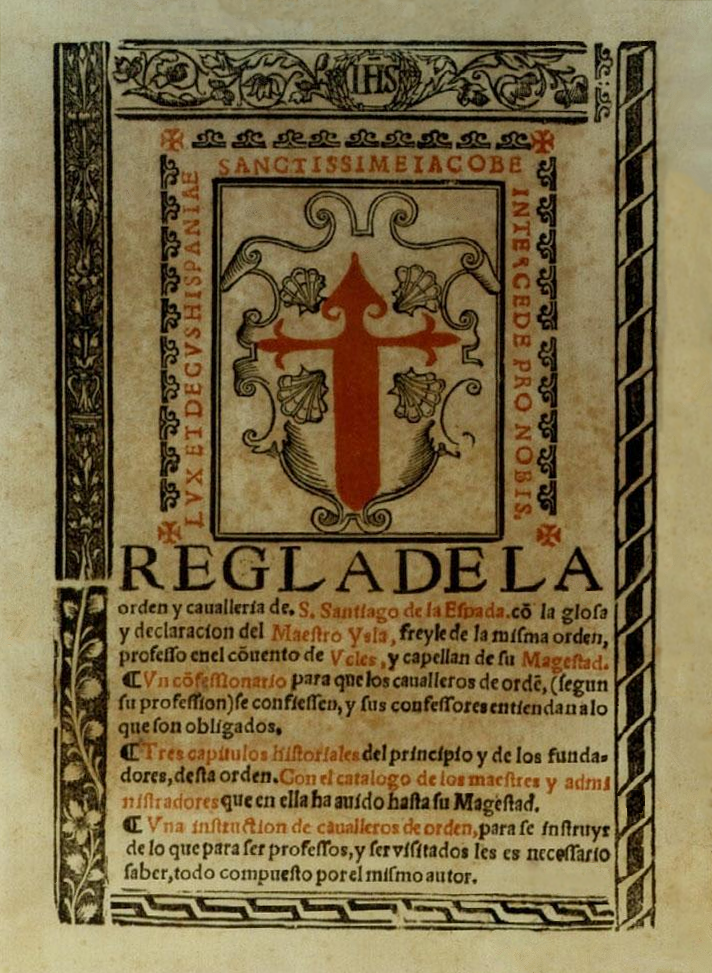
Ordensregeln des Ritterordens des heiligen Jakobs vom Schwert, Druck von 1547

Der Orden des heiligen Jakob vom Schwert entstand 1290 aus einer Abspaltung vom kastilischen Orden gleichen Namens. Wie dieser war er ein geistlicher Ritterorden. Papst Johannes XXII. bestätigte die Teilung 1330, die Großmeisterwürde wurde geteilt. 1550 wurde Johann III. von Portugal Großmeister, seitdem war die Großmeisterwürde an die Krone gebunden. Ihm zur Seite an der Spitze des Ordens stand der Großkomtur.
1789 wurde er von Maria I. säkularisiert und zum Verdienstorden für Richter und andere verdiente Zivilisten. Der Orden wurde in drei Ordensklassen geteilt, an deren Spitze der Großmeister und der Großkomtur stand. 
Während der Unabhängigkeitsbewegung trennte sich der brasilianische Zweig 1823 vom portugiesischen Orden. Mit kaiserlichem Dekret vom 9. September 1843 wurde er von Kaiser Peter I. zu einem weltlichen Ritterorden des Kaiserreichs Brasilien erklärt und von der Ersten Republik per 22. März 1890 aufgehoben.
Am 31. Oktober 1862 wurde der portugiesische Orden in „antiga, nobilissima e esclarecida ordem de S. Tiago do merito scientifico, litterario e artistico“ (Alter, sehr edler und erlauchter Orden des Heiligen Jakob für wissenschaftliche, literarische und künstlerische Verdienste) umbenannt. Danach sollte er außer dem Großmeister und dem präsumtiven Thronfolger als Großkomtur, dem Oberkommandeur, dem Kanzler und dem Fahnenträger als Großbeamte 131 in- und 27 ausländische Mitgliedern umfassen. Seitdem wird er an Literaten, Künstler und Wissenschaftler verliehen.
1910 wurde er nach der Ausrufung der Republik abgeschafft, 1918 aber wieder eingeführt.

## Ordensklassen
Nach der Säkularisierung 1789 wurde der Orden vom heiligen Jakob vom Schwert in drei Ordensklassen geteilt, deren Mitgliederzahl beschränkt war:
- Großkreuz (6)
- Komtur (150, entsprechend der Zahl der ehemaligen Kommenden des Orden)
- Ritter (unbeschränkt)

Nach der Umwandlung in einen Verdienstorden 1862 wurden seine Mitglieder, neben dem Großmeister, dem präsumptiven Thronfolger und den Großbeamten in vier Klassen geteilt (in Klammern die Anzahl der portugiesischen und ausländischen Mitglieder):
- Großkreuz (6 – 2)
- Kommandeure (25 – 5)
- Offizier (40 – 10)
- Ritter (60 – 10)

Der Orden vom heiligen Jakob vom Schwert wird heute in sechs Ordensklassen verleihen:
- Große Collane
- Großkreuz
- Großoffizier
- Kommandeur
- Offizier
- Ritter

Die Große Collane wurde erst 1962 eingeführt, bis dato wurde das Banda das Três Ordens verliehen.

## Ordensdekoration
Das Ordenskreuz des Ordens vom heiligen Jakob vom Schwert war ursprünglich nur das rote Lilienkreuz mit spitzem Ende des spanischen Santiagoordens. 1789–1910 war das Kreuz von einer grün umkränzten Darstellung des Herzen Jesu überhöht. Großkreuze trugen es am Schulterband von der rechten Schulter zur linken Hüfte, Komture am Hals und Ritter im Knopfloch. Großkreuze und Komture trugen darüber hinaus einen silbernen Bruststern mit dem Ordenszeichen.

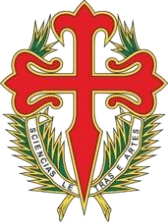
Heutiges Ordenszeichen

Seit 1862 ist das Kreuz von zwei Palmzweigen mit der Inschrift
SCIENCIAS LETRAS E ARTES (Wissenschaft, Literatur und Künste)
umgeben, das Kreuz der Großen Collane ist violett und von einem goldenen Lorbeerkranz umgeben.
Der 1789 eingeführte Bruststern für Großkreuze und Komture bestand aus kreisförmig angeordneten silbernen Strahlen mit aufgelegtem goldgefasstem Mittelfeld, das das Ordenszeichen zeigt. Bis 1910 lag oberhalb des Mittelfeldes auf den silbernen Strahlen eine Herz-Jesu-Darstellung. Der Bruststern ist heute für die Kommandeure silbern, für die höheren Klassen vergoldet.
Das Ordensband ist einfarbig violett. Träger der Großen Collane und Großkreuze tragen es als Schärpe über die rechte Schulter nach der linken Hüftseite, Offiziere (mit Rosette) und Ritter an der linken Brustseite. Das Kreuz ist über einen grünen Lorbeerkranz am Ordensband befestigt.

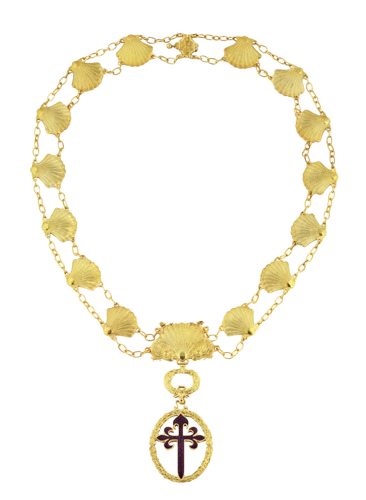
Große Collane

Jede Klasse trägt darüber hinaus eine goldene Collane, die abwechselnd Lorbeerkränze und das Ordensabzeichen aus Email zeigt. Die Große Collane besteht aus Jakobsmuscheln, die Collane der Ritter ist silbern.